# Zgornje Tinsko
Zgornje Tinsko – wieś w Słowenii, w gminie Šmarje pri Jelšah. W 2018 roku liczyła 152 mieszkańców.